# Jelena Chloptseva
Jelena Chloptseva, född den 21 maj 1960 i Minsk i Vitryska SSR, Sovjetunionen, är en sovjetisk roddare.
Hon tog OS-brons i scullerfyra i samband med de olympiska roddtävlingarna 1992 i Barcelona.